# Joe Dempsie
Joseph "Joe" Maxwell Dempsie, född 22 juni 1987 i Nottingham, England, är en engelsk skådespelare. Han är mest känd för rollen som Chris Miles i TV-serien Skins samt Gendry i Game of Thrones. 

## Filmografi (i urval)

### Film
| År   | Titel             | Roll            | Anmärkning |
| ---- | ----------------- | --------------- | ---------- |
| 2009 | The Damned United | Duncan McKenzie |            |
| 2011 | Blitz             | Theo Nelson     |            |

### TV
| År        | Titel           | Roll        | Anmärkning                        |
| --------- | --------------- | ----------- | --------------------------------- |
| 2007–2008 | Skins           | Chris Miles | Säsong 1 och 2                    |
| 2008      | Doctor Who      | Cline       | Avsnitt: "The Doctor's Daughterr" |
| 2008      | Merlin          | William     | Avsnitt: "The Moment of Truth"    |
| 2011–2019 | Game of Thrones | Gendry      | 24 avsnitt                        |